# Riom-ès-Montagnes

Riom-ès-Montagnes este o comună în departamentul Cantal, Franța. În 1 ianuarie 2022 avea o populație de 2.403 de locuitori.